# 콘도르 (항공사)
콘도르(독일어: Condor Flugdienst GmbH)는 독일의 항공사로 본사는 독일 캘스타바치에 위치해 있으며 1955년에 설립해 1956년에 취항했다. 또한 사용하고 있는 허브 공항으로 프랑크푸르트 공항이 있으며 계열사는 토마스쿡 그룹이 있다.

## 역사
1955년 12월 21일에 처음 콘도르 항공은 노스드로 네드와 아메리칸 항공, 루프트한자, DB와 합작으로 함부르크에서 독일 항공 서비스로 설립해 1956년 3월 28일에 허브 공항을 프랑크푸르트 공항에 두고 최초로 취항하기 시작했다. 당시 테네리페, 마요르카와 카나리아 제도뿐만 아니라 다른 지역에 취항을 했다. 1959년 루프트한자가 인수해 완전히 자회사가 되었다. 1961년 10월 25일에 현재의 사명으로 변경된다. 1963년 이글 항공은 이미 독일의 항공 여행의 점유율 63%를 차지하고 있으며 승객로 마요르카에서 18,400명의 승객이 있고, 그중 63,000명의 승객을 수송했다. 1966년에 타이, 스리랑카, 케냐, 도미니카 공화국에 최초로 장거리 노선에 취항했으며 1965년 최초로 제트기를 도입을 결정했다. 1970년대 초반 루프트한자에서 사용한 보잉 727 기종으로 이 기종은 오래된 보잉 707-330B을 대체하기 위해 도입했다. 1981년 보잉 737-200과 보잉 737-300 항공기를 도입한데 이어 1993년에 보잉 747-400 항공기를 루프트한자로부터 임대를 했으나 1996년에 루프트한자에 반납했다. 2007년 9월 20일 독일의 저가 항공사인 에어 베를린과 토마스쿡 그룹이 지분을 제공 한다는 계획과 인수를 발표했다. 2018년에 들어와 말레이시아 쿠알르룸푸르와 태국의 방콕에 취향을 시작하면서 아시아 시장 확대에 중점을 가하고 있는 것으로 보여진다.

## 운항 노선
- 2018년 12월 기준으로 콘도르는 아프리카, 아시아, 유럽, 북아메리카, 남아메리카 대륙을 기준으로 총 80개의 도시들을 취항하고 있다.

## 보유 기종
- 2023년 3월 기준으로 콘도르는 다음과 같은 기종을 보유하고 있으며 평균 기령은 12.8년이다.[1][2]

## 같이 보기
- 루프트한자

## 사진

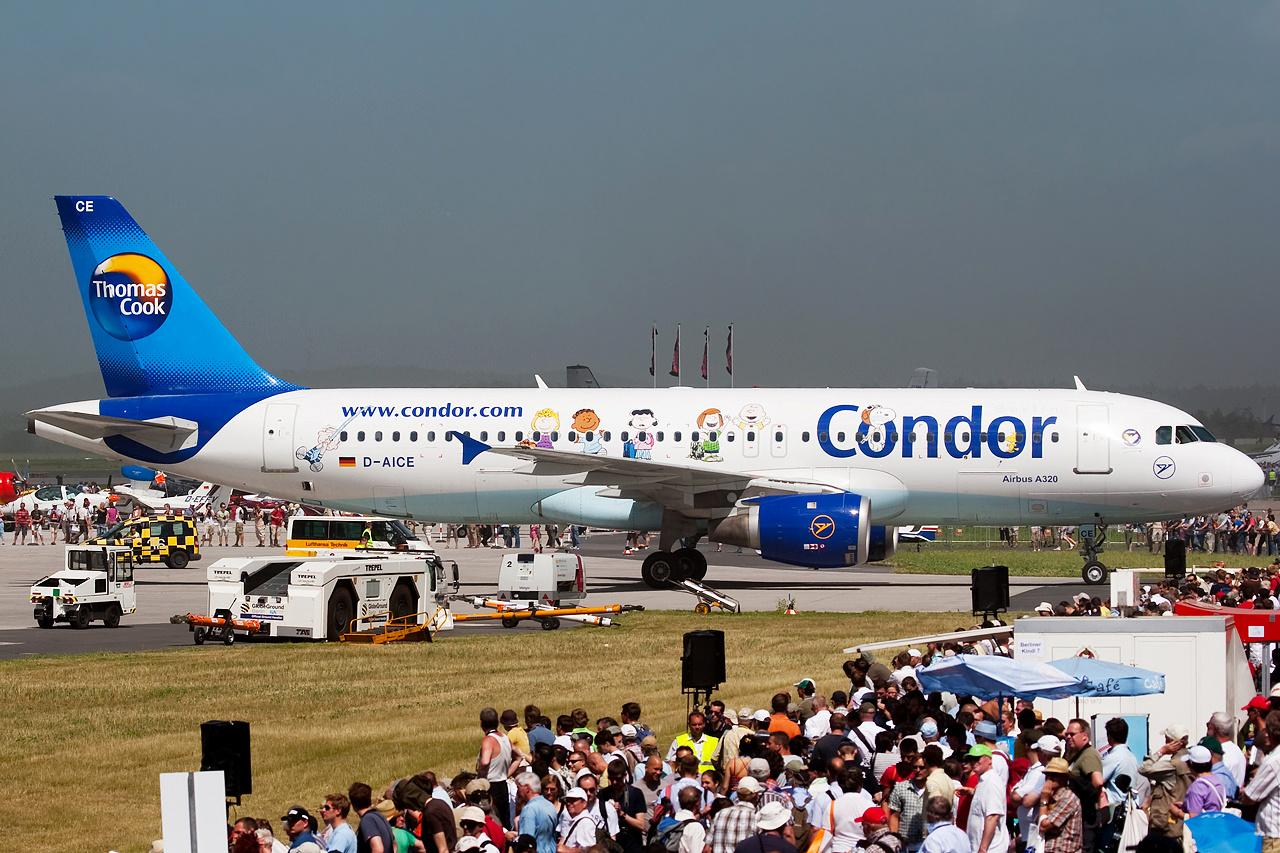
콘도르의 에어버스 A320-200
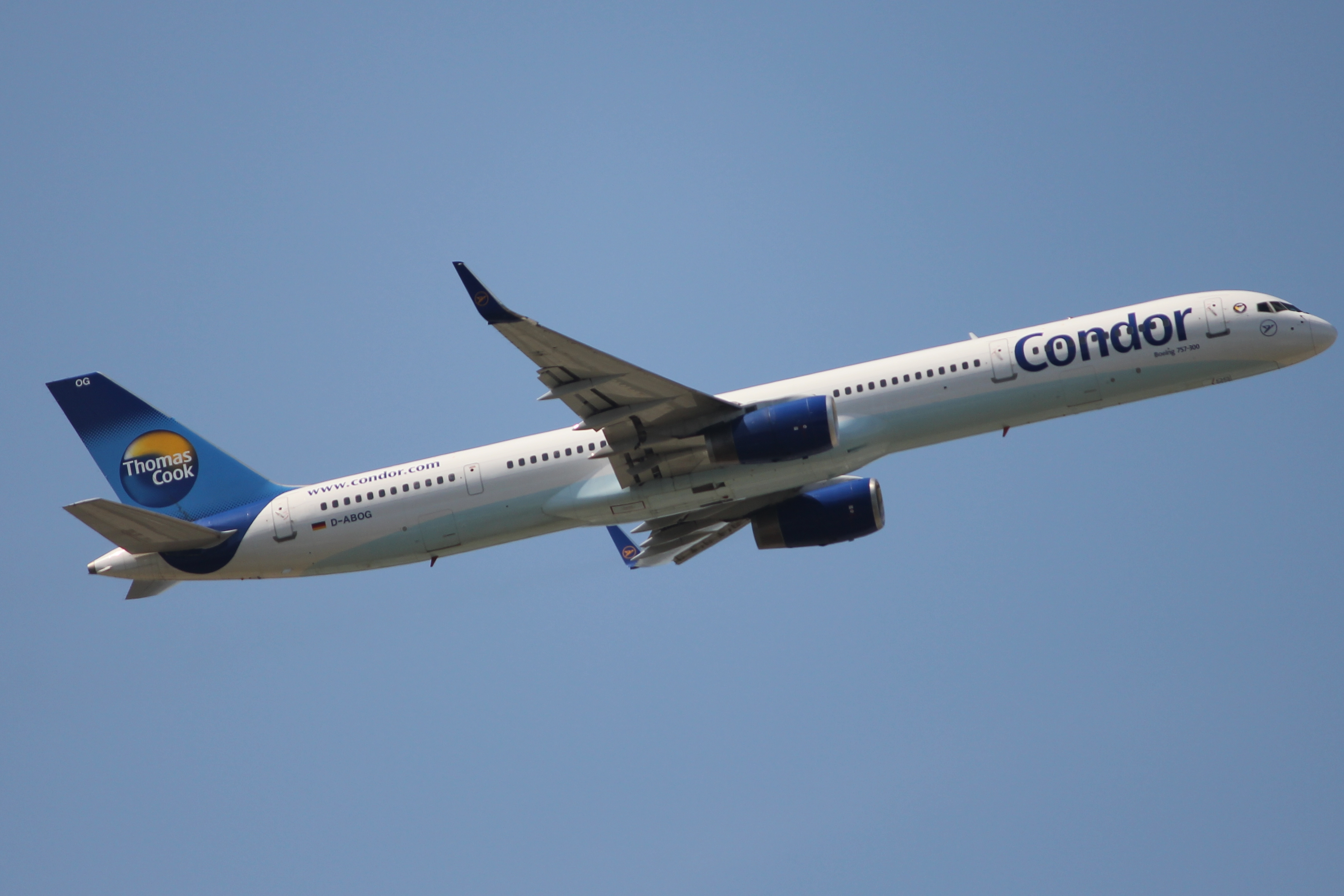
콘도르의 보잉 757-300
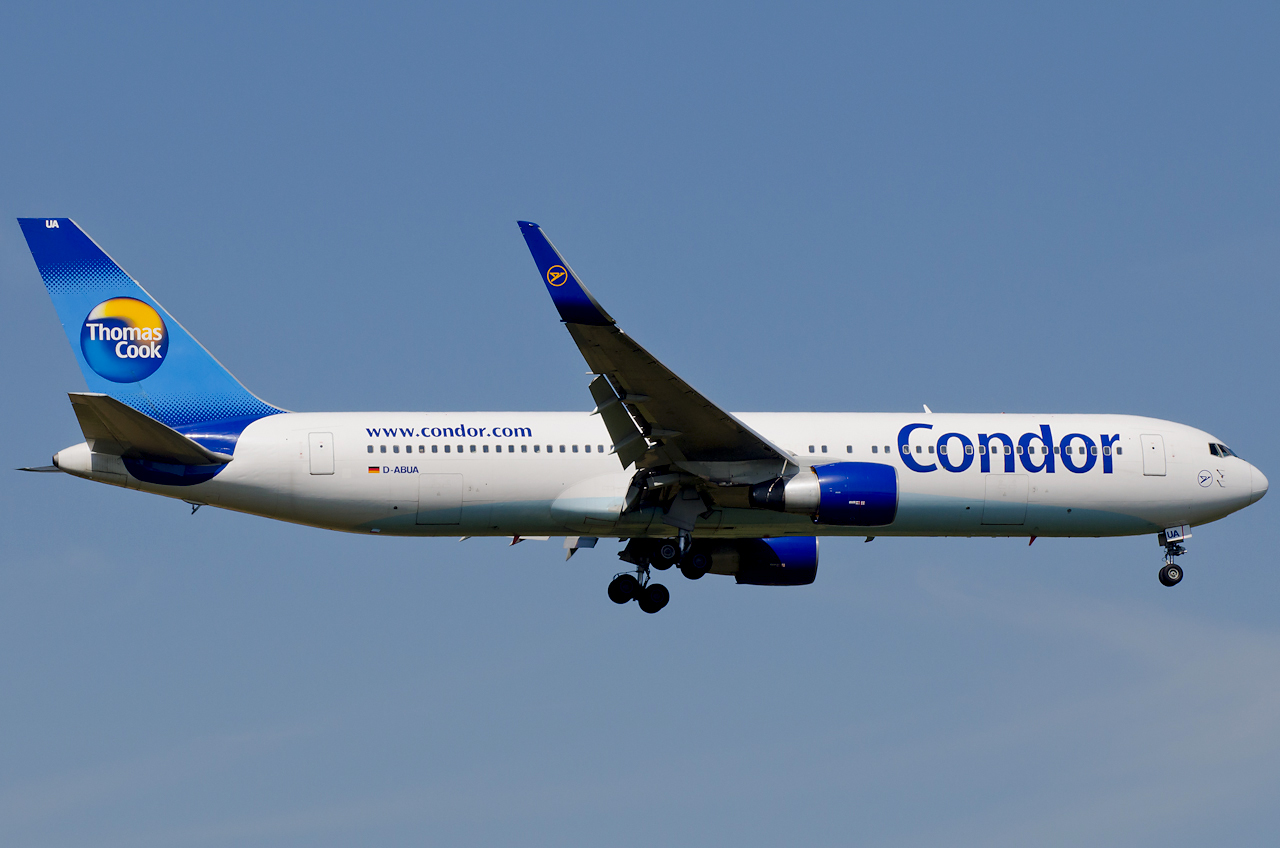
콘도르의 보잉 767-300ER